# 車靈
《車靈》是第一套首先在韓國公開上映的日本電影。電影先於2006年7月27日在韓國公映，然後在2006年9月30日（日本平成十八年）才在日本上映，而中華民國和香港則分別在2006年11月17日和2006年11月23日上映。
鉄道凶靈更曾以同名漫畫和小說形式出版，漫畫版於同年出版，而小說版的作者則是福澤徹三，兩者均由角川書店出版。
《鉄道凶靈》的故事是根據一件發生在日本昭和天皇昭和四十四年（1971年）的一宗「自殺事件」，並揉合「鬼子母神」的傳說，而進行改編及發展。當年的「自殺者」正是青沼八重子，亦事發地點正是在水無隧道。
故事不強調殘虐性或妖魔鬼怪，而著重於描寫少女內心所產生的「純粹恐怖」。古澤健導演，在創作《鉄道凶靈》時，分析眾多作品之餘，花費將近2年完成故事劇情大綱。之後，加入田中江里夏共同完成劇本，展現熱情創造嶄新驚悚作品。

## 故事背景
| 時代                     | 注釋           |
| ------------------------ | -------------- |
| 日本昭和天皇昭和四十四年 | 青沼八重子逝世 |
| 日本平成年間             | 故事主線       |

## 情節介紹
故事主要發生於日本水無。一名叫福田孝的男童在水無站車站大堂撿拾到一張由水無站往深川町站的定期乘車券，接著遇到一名黑衣女士，預言他會死去。後來勇仔在乘搭列車期間，遭青沼八重子拉出車廂。
木村範子為福田孝的同學，在追查其下落期間，同樣撿拾到同一張定期乘車券，後來亦都在車站中失蹤。另一邊廂，須滕茂在列車中撿拾到一個手鐲，並送給滕田香苗佩戴，後來當她知道手鐲只是遺失物，打算脫下手鐲，還回須滕茂，但不成功；同一時間，須滕茂亦失了蹤。剛巧，滕田香苗在水無站重遇須滕茂，在追究手鐲一事之時，被青沼八重子附身的須滕茂想殺死她，爭執下誤將他推下路軌，須滕茂因而遭剛駛到車站的列車輾死。臨死前，他囑咐滕田香苗：「小心八重子！」
同一時間，車長久我俊一因在同月連續4次在駕駛列車時，在水無隧道遇到青沼八重子時緊急剎車，延誤列車班次，加上三葉電鐵有限公司避免引起乘客不安，他被調職至失物部。在失物部，他遇上川村，得知一些「鐵路傳聞」。
木村奈奈，是木村範子的姐姐。在遇上福田孝和其妹失蹤後，特意到勇仔家中查找兩人下落，但卻發現「屍變」的福田孝和失常的福田太太；加上在警局落口供後，遇到剛接受完關於須滕茂身亡的口供的滕田香苗。她發覺事情並不簡單，加上久我俊一在無意間在閉路電視中發現木村範子在凌晨2時30分的車站出現，通知木村奈奈，並發現其妹背後有一「人影」；加上，木村奈奈發現全部失蹤者的相片也被一層「黑影」籠罩，兩人同時察覺事件的複雜性。
可惜，由於久我俊一為了重任車長一職，沒有對木村奈奈伸出援手。木村奈奈因此感到失望，加上因為擔心母親的心臟病，不想她擔心，更想儘快找到妹妹，但面對這情形，大感傍徨無助。另一方面，滕田香苗因須滕茂身亡一事遭朋友排擠，感到傷心難過。後來兩人偶遇，相談有關之事，使雙方亦感事情絕非簡單，打算合力調查。另外，久我俊一在川村口中得知水無隧道一個轉角位一些資料，早在當年挖掘隧道時，工人發現一個「邪門東西」，雖已被掩蓋，並繞道而行，但仍被懷疑與「冤魂索命」事件有關；他更無意中發現川村所搜集到的有關青沼八重子的資料。
正當兩人打算進水無站調查時，木村奈奈接到母親病重消息，先行趕回醫院，由滕田香苗先作調查。在調查期間，滕田香苗更差點遭青沼八重子殺害，幸得青沼相救。她的兒子裕樹亦是受害者，連她自己也因而弄致右眼瞎了，亦因為如此，她可以「見鬼」，並道出其手鐲為青沼八重子遺物，而且勸她不要再去鐵路站附近。另一邊廂，木村奈奈得知滕田香苗遇上意外，趕去水無站。發現同樣在調查中的久我俊一，木村奈奈因而感到憤怒，認為他在隱瞞事件，被斥罵他這樣做會害死更多人。
久我俊一心感慚愧，於是帶木村奈奈見川村，但發覺川村已遭青沼八重子殺害。久我俊一感到非常憤怒，不想再有人傷害，於是決心聯同木村奈奈調查事件。他們從川村所搜集的資料中，發現青沼八重子為了尋找自己的嬰兒而不斷害人，他們決定到肇事地點查看。剛巧，倖免於難的滕田香苗向木村奈奈報平安，木村奈奈向滕田香苗說出她要到水無隧道查找真相，滕田香苗屢勸無效，遂與青沼阻止他們。但在期間，滕田香苗被「凶靈」所害，慘遭列車撞死，臨死前囑咐青沼要救木村奈奈。
三更時份，久我俊一和木村奈奈到車廠準備偷走柴油列車，碰巧青沼來到，告之木村奈奈有關滕田香苗的死訊和遺言，也無法阻止他們。於是就與兩人共同駛到水無隧道，到達目的後，久我俊一被青沼要求留守原位，青沼和木村奈奈入內調查。忽然，兩人遇上青沼八重子，更遭襲擊，因而進入其「回憶」，發現青沼八重子亦是受害者之一。在日本昭和天皇昭和四十四年（1971年6月28日），青沼八重子慘遭「凶靈」從水無隧道上的水無中央公園墜落於行駛中的列車車頂，進入水無隧道後在轉彎處被甩出去，然後再被「凶靈」拉走，遺下一名女嬰。
當兩人回到現實後，木村奈奈發現青沼懷疑被青沼八重子附身，感到驚慌，退縮一角時意外發現當年的「原水無隧道通道」，於是走進查看。在當中，更發現那「邪門東西」，並留意到它和相片中的「黑影」輪廓相似。然後，木村奈奈發現一個「亂葬崗」，並找回其未「屍變」的妹妹。準備帶她離開時，青沼八重子從後襲擊，被青沼阻止，最後青沼八重子魂飛魄散，青沼身亡，臨死囑咐兩人儘速離開；同時，木村奈奈發現青沼身上有一塊印記，和當年那女嬰相同位置和形狀，她就是當年的女嬰。
離開之際，突然一群受「邪門東西」控制的「凶靈」追殺她們。在逃走期間，木村奈奈誤踏機關而踏空，其妹救她時，有一「凶靈」打算偷襲她；木村奈奈為救妹妹，將那「凶靈」拉下懸崖，自己也因而向下跌。這個時候，滕田香苗救了她一命，拉她上來；然後由久我俊一拉她上地面，帶她和其妹逃走。同一時間，大量「凶靈」走出來，久我俊一用列車輾過他們，離開水無隧道。
期後，久我俊一為了「徹底解決」，帶同炸藥到「原水無隧道通道」，並炸毀它，將內裡的「邪門東西」和「凶靈」一併消滅。後來他到警局自首，受控制的「凶靈」因而得到釋放。最後，木村奈奈在車站重遇滕田香苗的靈魂，兩人相視而笑。

## 電影角色

### 木村氏
- 木村奈奈（澤尻英龍華　飾演）
  - 木村家大女，高中三年級生。性格內向文靜，不擅面對陌生人和外面的世界，表情不大多變化，也不太曉宣泄個人情感，朋友亦不多。愛家庭，一邊照顧患病的母親，一邊照顧妹妹。目標是出國留學，因而用功讀書。在妹妹失蹤後，為了不讓母親擔心，更加想儘快找到妹妹；因此初時對久我俊一隱瞞內情感到不滿，而且感到孤立無援，承受著很大的壓力。電影後期，她與滕田香苗成為好友，並盡力幫她，反映她對友情的重視。
- 木村範子（野村涼乃　飾演）
  - 木村家細女，家中排第二，生於日本平成六年（1996年）。小學生，與福田孝為同班同學。初時對於姐姐和母親不對她說心事，覺得她們「不把自己當作自己人」。為人口硬心軟，表面對姐姐留學一事莫不關心，實際暗暗的支持她；有點小女孩性格，很想姐姐照顧自己。後來因撿拾到青沼八重子的定期乘車券，被青沼八重子所捉去，幸得姐姐及時救她，倖免於「屍變」。
- 木村太太（淺田美代子　飾演）
  - 木村奈奈與木村範子之母親，因患有心臟病，臥床醫院。和藹可親，對兩個女兒的事很關心，不想因為自己的病使木村奈奈放棄留學。

### 福田氏
- 福田孝
  - 生於日本平成六年（1996年），失蹤時高136cm。小學生，與木村範子為同班同學。因撿拾到青沼八重子的定期乘車劵，被青沼八重子所捉去，不幸「屍變」。回家時，把母親嚇瘋。
- 福田太太
  - 福田孝之母，被「屍變」的福田孝嚇瘋。

### 青沼氏
- 青沼八重子
  - 生於日本昭和天皇昭和十四年（1940年），在日本昭和天皇昭和四十三年（1970年）懷有青沼，居住在山川町。日本昭和天皇昭和四十四年（1971年）時，在水無隧道上的水無中央公園被「凶靈」拉下橋，墜落於行駛中的列車車頂，進入水無隧道後在轉彎處被甩出。接著又被「凶靈」拉走，遺下青沼。由於受「邪門東西」控制，執意於尋回自己的失物：定期乘車劵、手鐲和青沼，因而害死很多人。無意間，她更害死孫兒。最後被青沼將她弄得「魂飛魄散」，而同一時間，青沼亦因而身亡。
- 青沼（杉本彩　飾演）
  - 青沼八重子之女，生於日本昭和天皇昭和四十四年（1971年）的水無隧道。生下來母親身亡，一直以來不知自己生母是青沼八重子。後來其子被青沼八重子害成「屍變」，爭執期間，青沼被弄瞎右眼，但因而可以閉起眼時看到靈體。當她救了滕田香苗後，屢勸無效下，遂偕其找木村奈奈。但當她見到滕田香苗被「凶靈」害死後，感到憤怒，改為和木村奈奈及久我俊一合作，找尋真相。追查期間，意外進入青沼八重子的「回憶」中，發現她也是受害者，而且更遺下一名女嬰。該名女嬰更擁有著和自己相同位置、形狀的印記，發現自己就是其女兒。後來當其母想襲擊木村奈奈和木村範子，阻止了她，並將她「魂飛魄散」，自己也因而身亡。
- 裕樹
  - 青沼八重子之外孫，青沼之子。後來「屍變」，弄瞎自己母親的右眼。

### 滕田氏
- 滕田香苗（若槻千夏　飾演）

與木村奈奈為同班同學，但與木村奈奈關係不大。她像時下的青少年，對未來沒有明確目標理想；而且不喜歡家對自己的「高度控制」，曾因而在警局落口供後離家人而去。須滕茂為她的男朋友，後意外間被列車輾死，對滕田香苗打擊很大。加上她脫不掉須滕茂送給她那個手鐲，感到焦慮和不安。更無助的是，她原本的「朋友」也因懷疑她殺害須滕茂，而與她疏遠。後來巧合下，與木村奈奈相遇，兩人在交談下，互相開解幫助，滕田香苗感到被關懷，兩人遂成好友。
為了解開她手上的手鐲和整件事的謎團，兩人打算到水無駅追查真相。後來因木村太太心臟病病發，木村奈奈先去醫院照顧母親；滕田香苗先到車站調查，但在調查期間，幾乎遭青沼八重子殺死，幸得青沼求時相救。被救後，她從青沼口中知道手鐲的來歷。但她依然擔心著木村奈奈，當得知她要冒險入水無隧道調查，於是決意阻止她。很不幸，在趕赴途中，滕田香苗被「凶靈」殺死。但在木村奈奈命懸一線時，她挺身而出救了木村奈奈，可見她對友情的重視。
- 滕田
  - 滕田香苗之父，對女兒的生活「高度控制」，令女兒忍受不了。這導致滕田香苗在警局落口供後，憤而離家人而去。
- 滕田太太
  - 滕田香苗之母，對丈夫言聽計從。
- 須滕茂（北村榮基　飾演）
  - 滕田香苗之男友，有點「小滑頭」，為人不正經，時常對她撒謊ˋ劈腿。曾經在列車上無意撿拾到青沼八重子的手鐲，欺騙香苗說是辛苦打工買回來，乘機送給她，惹起大禍。後來在車站被青沼八重子附身，企圖殺害滕田香苗。但在爭執期間，他跌落車軌，被列車輾死。臨死前，她囑咐滕田香苗「小心八重子」，可見他雖然為人滑頭，但對女朋友仍是愛護備至。

### 三葉電鐵有限公司職員
- 久我俊一（小栗旬　飾演）
  - 新入職車長，盡忠職守，真率坦白。因在同月連續四次在水無隧道見到青沼八重子時緊急剎車，避免「傷害人命」，但也因為他坦誠相告上司，反遭調職，避免「鬧鬼」一事傳出，影響公司客量；同時懲罰他四次剎車，造成班次延誤。縱使被調往失物部，也盡力工作，希望有朝一天能夠返回原職，可見他有上進心、有目標。亦因為如此，即使他知道木村範子失蹤的內情，也沒有告之木村奈奈，兩人關係變得惡劣。但暗地裡，他仍調查著青沼八重子。後來，當發現復職無望、加上川村遭青沼八重子殺死、滕田香苗失蹤，頓時醒悟和感到歉疚；遂與木村奈奈合作調查，以免再有人受傷害。最後，他以身犯險，炸毀「原水無隧道」，將控制「凶靈」的「邪門東西」和一眾「凶靈」消滅，並血警方自首，可見他行俠仗義。
- 川村（板尾創路　飾演）
  - 因曾像久我俊一在水無隧道見到青沼八重子，被三葉電鐵有限公司調職，避免「鬧鬼」一事傳出，影響公司客量。自此，川村在失物部調查青沼八重子和水無隧道的有關資料。後來，久我俊一同樣被調職至此，對其遭遇感到同情，不時向他暗示有關青沼八重子和水無隧道的資料。但覺得事情並不簡單，不想他因而喪命，於是秘而不宣，叫他不要插手事件，可見他關心後輩。可是，後來被青沼八重子殺死。

## 電影主題曲
由加藤美穂主唱，歌名為《I Will》。歌曲內容主要是木村奈奈與滕田香苗的友情、思念家人的心情表達出來。此曲一出，在上映各地都得到很大回響，很受一眾網民的歡迎。

## 開拍經過
《go》的拍攝時間為2005年6月至8月（日本平成十七年）。
為了符合劇中三葉電鐵・水無車站的「郊外生活感」，最後選出途經千葉縣的北總線的矢切站、黒橋站、以及印西牧原站。
洞穴那場戲在栃木縣的大谷資料館所拍攝，從前大谷石以採掘場聞名，現在卻成為歷史資料館、藝廊，因此必須大費周章搭景。拍攝時戶外氣溫高達30度以上，館内卻只有8度左右。可以吐出白氣的地下場景，都是在這裡完成的。當中動用50位臨時演員，古澤健導演特別在意這場戲，他希望表現出隱藏於日常生活中的「不合理恐怖」，因此整整花了兩天指導每一位臨時演員演技。
列車、死者山等等的電腦動畫以及製作需花費4個月左右。電腦動畫特效交給曾負責《Pepsi Man》的Pyramid Film。他們也負責電車中的電腦動畫、列車追撞的場景。
水無車站辦公室的場景，則是在昔日醫院的建築物當中拍攝完成，那邊還留著當初的病歷表。
開拍第一天，澤尻繪里香、若槻千夏、演小朋友的演員都到調布的日活攝影棚附近的神社拜拜，北村榮基這天沒有出席。

### 靈異事件
- 飾演須藤茂的北村榮基，在他演被電車輾過那一幕的前一天，發生機車車禍。
- 澤尻繪里香表示她當天看到有幾次奇怪的光影在「水無車站辦公室」出現。飾演木村範子的野村涼乃也說她看到人影、並聽到竊竊私語。

## 評價
《車靈》在四地上映後，均得到頗極端的評價，認為此電影不錯的人對此讚口不絕，另一邊廂反對者則將電影批評得一文不值。

### 優點
- 電影題材貼近生活，以公眾運輸（鐵路）為藍本，容易與觀眾產生共鳴；並同時對有關事件產生聯想，對電影內容因此會感到深刻
- 各地的鐵路本身一直予人一種神秘感，即是所謂的「陰暗面」，所以才產生不同的「靈異故事」，而這套片正正就是將這份「陰暗面」影像化，從而給觀眾有一個具體有關「鐵路鬼故」的印象
- 部分驚慄鏡頭確有「嚇人」的效果，令觀眾深刻及顫驚
- 灰暗的畫面及急促而高音的音效增加電影的驚慄感，使觀眾易於投入，加強渲染電影中的驚慄感
- 「凶靈」樣貌噁心，令人對之產生反感，加強觀眾對「凶靈」的厭惡感及懼怕
- 沒有多餘的感情線，只是在敘述情節時穿插友情和親情，使內容和諧和使各人間的感情真摯；主角間沒有愛情線，給予觀眾新鮮感和「格式突破」
- 電影中的真摯的友情和親情，使觀眾感到感動
- 選角得宜，因而吸引不少觀眾觀看
- 反映時下的一些社會問題，如年青人沒有明確的目標
- 演員演繹角色恰如其分，充分表現角色性格
- 以「真人真事」改編，使觀眾起回憶，並感有趣，增加觀眾聯想和投入；加上當年事件本身存在「神秘性」，使觀眾能產生聯想，甚至以電影所示為「假定答案」，對電影有深刻印象
- 誇張與不合理的鏡頭增加觀眾的震撼感，從而深化電影內容
- 主題曲講述故事中木村奈奈與滕田香苗的友情，與電影內容互相呼應，並有作總結電影內容之意，深化電影內容

### 缺點
- 電影題材雖然貼近生活且創新，但並未善加利用，使得鐵路變成電影中的「配角」
- 電影中的某些劇情脫離現實，呈現過於不合理、過分誇張的情況，令觀眾難以投入：
  - 須滕茂跌下路軌，正好遇上列車駛進站，然而按列車進站速度與跌倒的位置考量，若是要將小心八重子的忠告完整說給香苗，必須要非常的快，且音量至少要蓋過列車的噪音，否則就會被列車聲蓋過，這樣亦不代表滕田香苗能聽到
  - 滕田香苗坐的車在影片中不合理地被列車撞「碎」。正常情況下，金屬製的車體是具有可塑性的，車子理應嚴重扭曲變形且被彈開，或者車輛遭撞「爛」變成廢鐵；又或者是火車撞上車子後，造成火車出軌，而車子就被壓扁。又或者，車輛被撞擊後，車子因為高速摩擦的火花，加上油箱漏油，引發爆作而粉碎的，但絕不可能如影片中般地撞「碎」
  - 「原水無隧道」的「行屍走肉」復甦並追擊木村奈奈和木村範子
- 驚慄鏡頭過份集中於電影前部分，使得後半部黯然失色
- 片中場景過於灰暗，造成部分角色面容蒼白，令人看起來不舒服；音效也經常重覆，至後期已無驚慄及新鮮感
- 欠缺主角間的愛情線，使年青觀眾不習慣
- 電影中的友情，表達時過為坦白，使部分觀眾感到肉麻
- 劇情交待不清，沒有交待「邪門東西」的來歷和久我俊一炸毀「原水無隧道」的經過
- 木村奈奈進了「原水無隧道」後，見到自己的妹妹，非常輕易地一搖就醒搖醒她。
- 本劇在媒體與大眾對多起離奇意外的反應上過於輕描淡寫。

## 回響
- 部分觀眾在觀賞電影後，不敢乘搭鐵路，或在乘搭時感到恐懼
- 電影在日本上映後，掀起一陣「鐵路驚魂」，不少人不敢亂拾遺留在車站或車廂的遺失物
- 電影在香港上映前後，香港地鐵禁止有關廣告在全線張貼或上設

## 有關資料
- 日本鐵路線列表
- 青沼八重子
- 鬼子母神
- 水無
- 駅